# Mohammad Asif
 (décembre 2010).
Si vous disposez d'ouvrages ou d'articles de référence ou si vous connaissez des sites web de qualité traitant du thème abordé ici, merci de compléter l'article en donnant les références utiles à sa vérifiabilité et en les liant à la section « Notes et références ».
Mohammad Asif, né le 20 décembre 1982 à Sheikhupura, est un lanceur de l’équipe de cricket pakistanaise. 
Il a joué pour IPL, Sialkot et aussi pour Leicestershire. Il fut sélectionné pour la première fois en 2005 contre l'Australie pour un Test Match. En 2010, il fut élu le deuxième meilleur lanceur au monde juste derrière le lanceur de l'Afrique-du-Sud Dale Steyn. 

## Carrière au cricket
Il fit des débuts prometteurs et fut comparé au début de sa carrière avec les plus grands noms du cricket. Quand il fut pris dans l'équipe du Pakistan pour participer à l'un des tournois les plus prestigieux du cricket, il fut suspendu à cause d'un scandale de drogue, l'empêchant de jouer au cricket pendant un an.
Mohammad Asif est réputé pour ses balles allant à une bonne vitesse auxquelles il donne beaucoup de swing.

## Scandales
Mohammad Asif est plutôt connu pour ses scandales que pour son jeu. Il y a eu trois très grands scandales sur Mohammad Asif : 
- tout d'abord il a été pris en 2006 avec de la drogue ;
- ensuite il a eu un problème d'argent avec une présentatrice sur la télé pakistanaise qui se nomme Veena Malik mais le problème s'est réglé peu à peu ;
- en 2010 un autre scandale éclate. Mohammad Asif était en Angleterre quand la nouvelle est tombée par le journal News Of The World : il a été accusé d'avoir pris de l'argent pour faire des no-ball. Après ce scandale juste avant la coupe du monde de cricket de 2011, Moammad Asif a été suspendu.